# 波兰武装部队 (1917–1918)

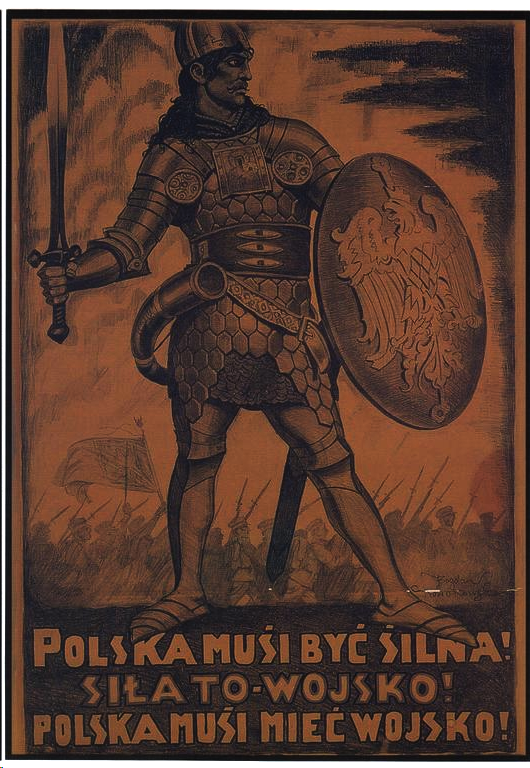
1918年的波蘭軍隊招募海報

波兰武装力量是一支创建于第一次世界大战期间的军队。该军队是在波兰辅助军团的基础上建立的。该军团司令为毕苏斯基，波兰人对该军团的控制力相对更大。在普鲁士的中歐计划中，波兰武装力量将成为未来的傀儡政权波兰王国的国家武装力量。军队征兵结果惨淡。尽管如此，波兰武装力量还是正式成立了，成为了德军的一部分，完全受德方指挥。1918年11月11日，波兰宣布独立，波兰武装力量成为了后来的波蘭陸軍的成军基础。